# Индекс вязкости
Индекс вязкости (ИВ) — это относительная величина, показывающая степень изменения вязкости масла в зависимости от температуры в градусах Цельсия и определяющая пологость кривой кинематической вязкости от температуры.
Известна система Дина и Дэвиса оценки ИВ. За эталоны принимают два масла: одно с очень пологой характеристикой, а другое — с очень крутой. У первого масла степень изменения вязкости условно принимают за 100, у второго — за 0. Сравнивая характеристику зависимости кинематической вязкости от температуры исследуемого масла с кривыми изменения вязкости у эталонных масел расчетным путём по специальным формулам определяют ИВ. Необходимо иметь в виду, что чем выше значение ИВ, тем более пологая характеристика зависимости вязкости от температуры, другими словами чем выше численное значение индекса вязкости, тем меньше вязкость масла зависит от температуры.
Масло с более высоким индексом вязкости имеет лучшую текучесть при низкой температуре (запуск холодного двигателя) и более высокую вязкость при рабочей температуре двигателя. Высокий индекс вязкости необходим для всесезонных масел и некоторых гидравлических масел (жидкостей). Индекс вязкости можно понять (по стандартам ASTM D 2270, DIN ISO 2909) при помощи двух эталонных масел. Вязкость одного из них сильно зависит от температуры (индекс вязкости принимается равным нулю, VI=0), а вязкость другого мало зависит от температуры (индекс вязкости принимается равным 100 единиц, VI=100). При температуре 100°С вязкость обоих эталонных масел и исследуемого масла должна быть одинаковой. Шкала индекса вязкости получается делением разницы вязкостей эталонных масел при температуре 40°С на 100 равных частей. Индекс вязкости исследуемого масла находят по шкале после определения его вязкости при температуре 40°С, а если индекс вязкости превышает 100, его находят расчётным путём. 
Индекс вязкости сильно зависит от молекулярной структуры соединений, составляющих базовые минеральные масла. Наивысший индекс вязкости бывает у парафиновых базовых масел (около 100), у нафтеновых масел – значительно меньший (30-60), а у ароматических масел – даже ниже нуля. При очистке масел их индекс вязкости, как правило, повышается, что в основном связано с удалением из масла ароматических соединений. Высоким индексом вязкости обладают масла гидрокрекинга. Гидрокрекинг является одним из основных методов получения масел с высоким индексом вязкости. Высокий индекс вязкости у синтетических базовых масел: у полиальфаолефинов – до 130, у полиалкиленгликолей – до 150, у сложных полиэфиров – около 150. Индекс вязкости масел можно повысить введением специальных присадок – полимерных загустителей. 